# Carei
Carei (maďarsky Nagykároly) je rumunské město v župě Satu Mare. Leží na severozápadě Rumunska poblíž hranic s Maďarskem. V roce 2011 zde žilo 21 112 obyvatel.
Administrativní součástí města je i vesnice Ianculești.
Ve městě se nachází hrad Nagy Károly přestavěný později na zámek, nejstarší sídlo šlechtického rodu Károlyiů

## Historie
První písemná zmínka o městě pochází z roku 1213. V roce 1346 město získalo právo pořádat týdenní trh. Do uzavření Trianonské smlouvy bylo město součástí Uherska, poté se stalo součástí Rumunska. Během druhé světové války bylo město v důsledku druhé vídeňské arbitráže součástí Maďarska a od konce války se znovu stalo součástí Rumunska. Začátkem 40. let 20. století zde bylo dočasně zřízeno židovské gheto.

## Galerie

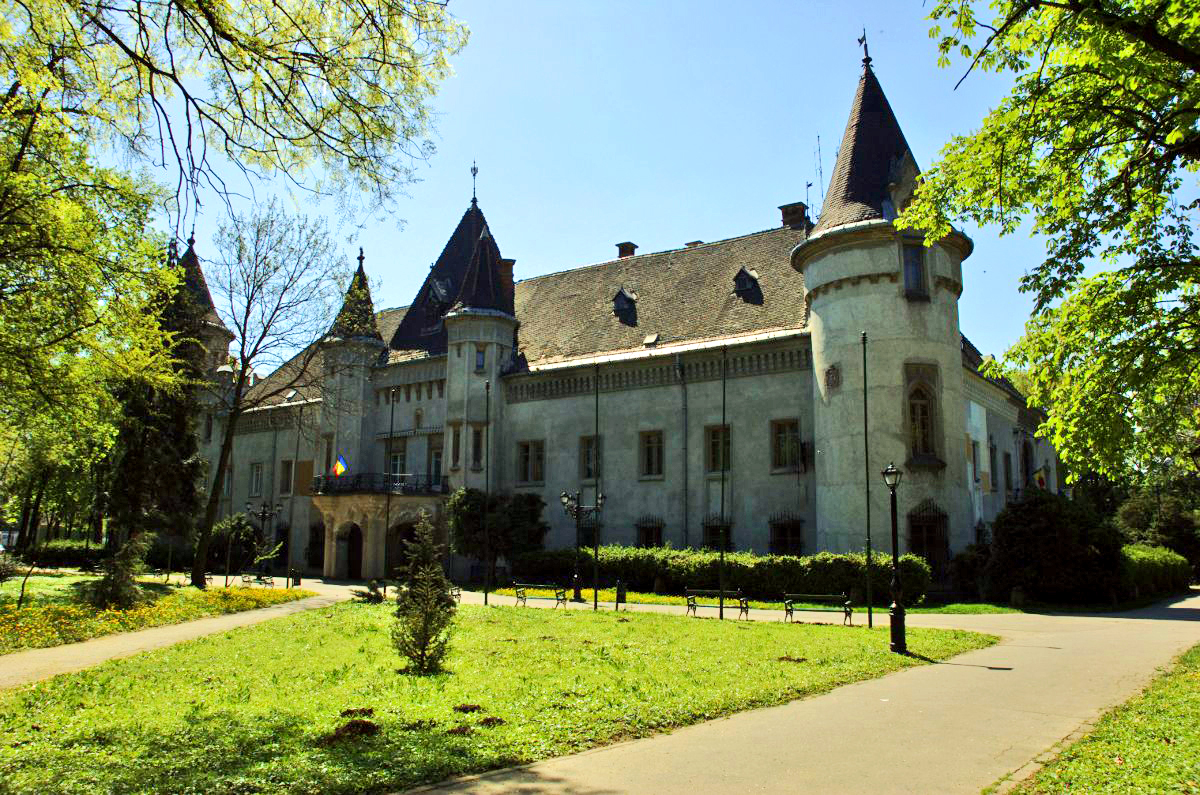
Hrad Karolyi
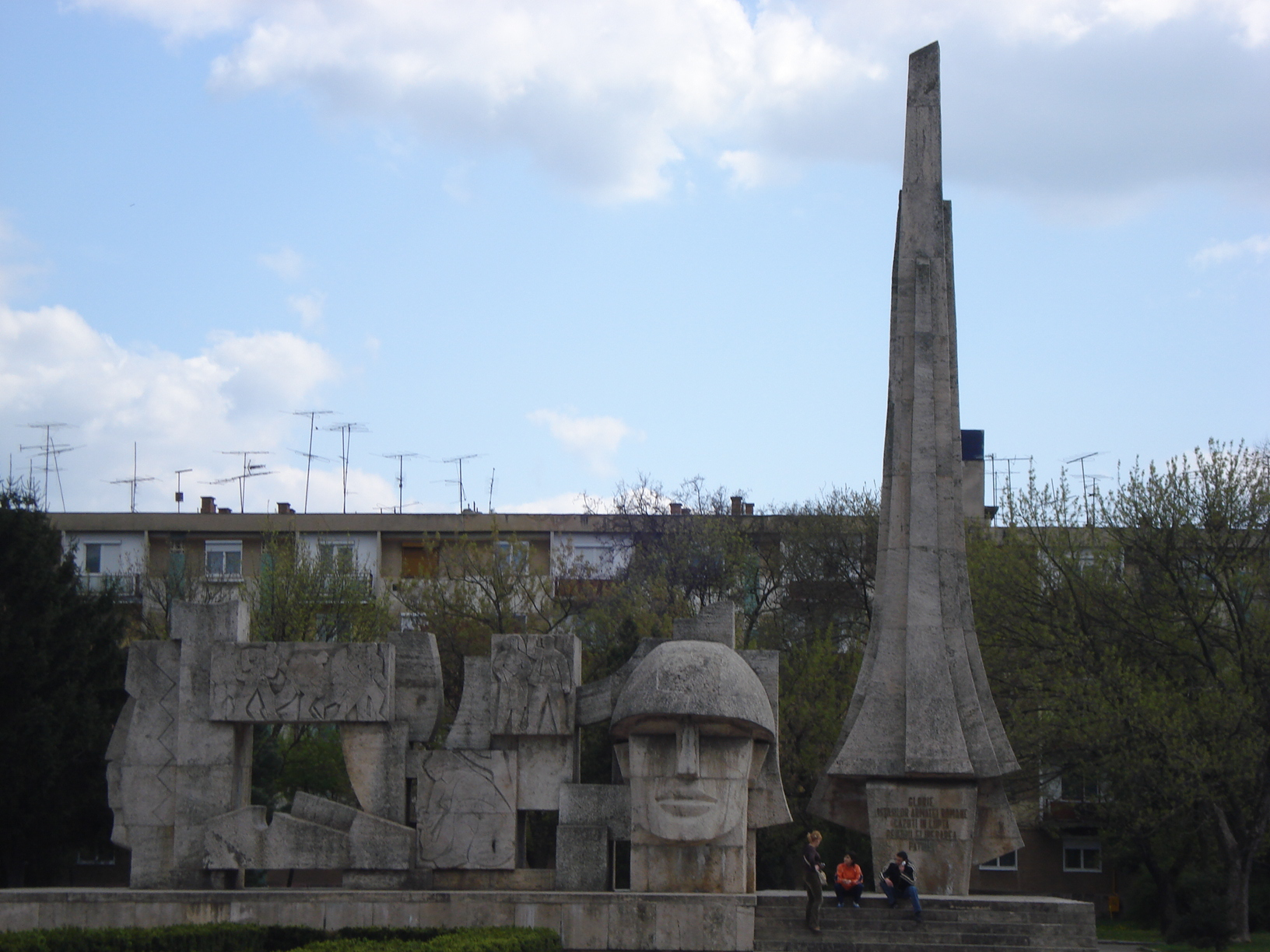
Památník padlým rumunským vojákům
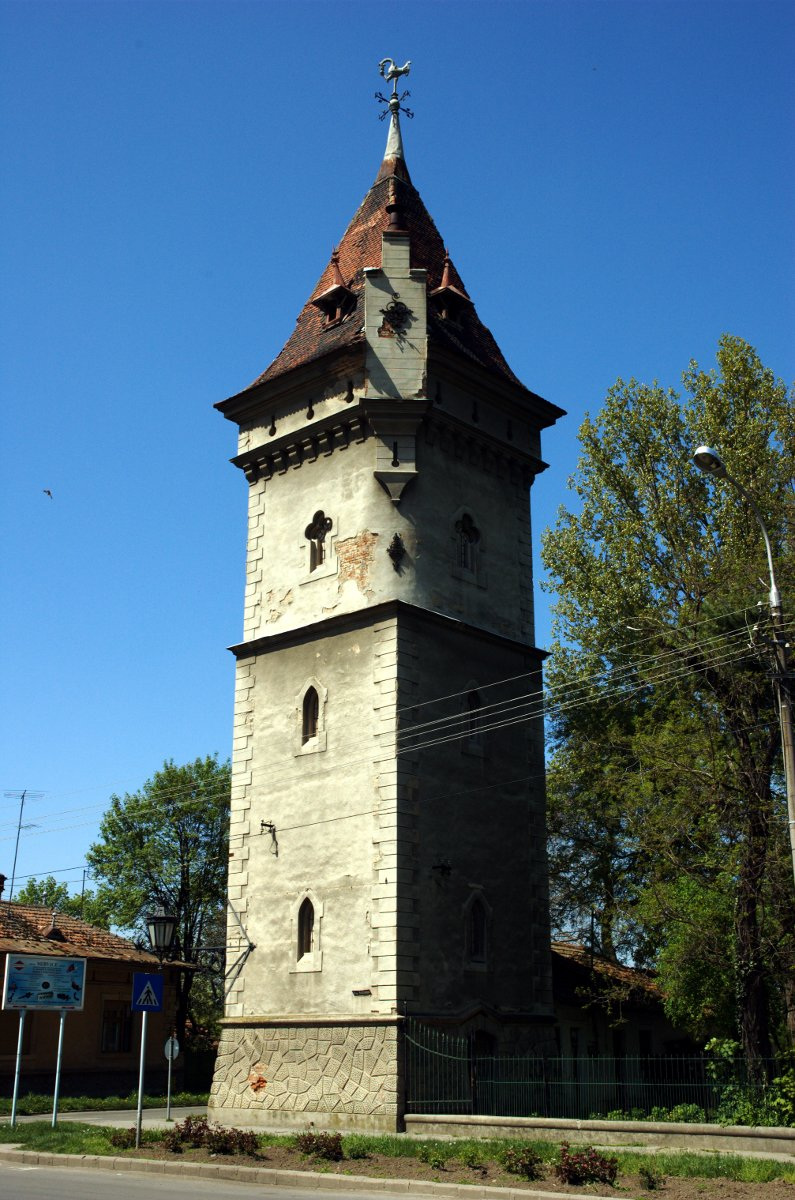
Careiská vodní věž
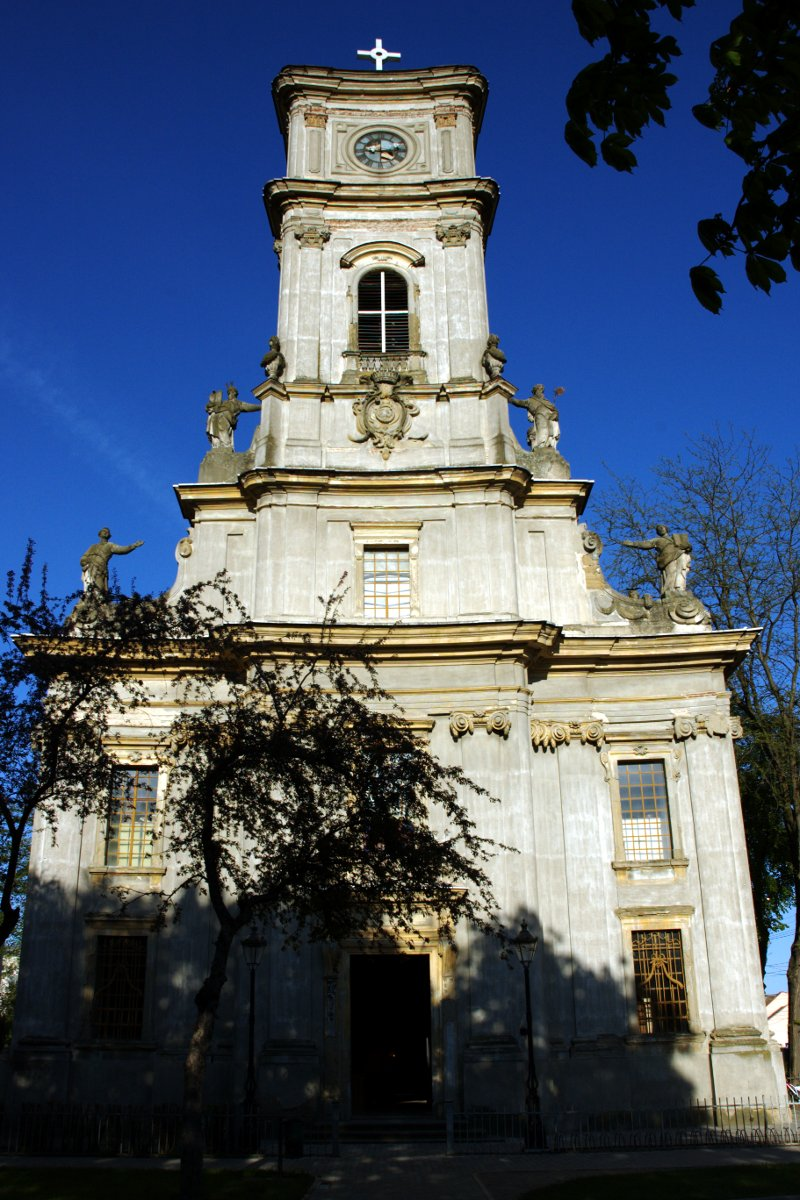
Kostel Josefa Kalasanského

## Významní rodáci
- Margit Kaffka, maďarská spisovatelka

## Partnerská města
- Dębica, Polsko
- Orosháza, Maďarsko
- Nyírbátor, Maďarsko